# Thaumatomyia subnotata
Thaumatomyia subnotata är en tvåvingeart som först beskrevs av Malloch 1927.  Thaumatomyia subnotata ingår i släktet Thaumatomyia och familjen fritflugor. Inga underarter finns listade i Catalogue of Life.